# Epicoma derbyana
Epicoma derbyana is een vlinder uit de familie van de tandvlinders (Notodontidae). De wetenschappelijke naam van de soort is voor het eerst gepubliceerd in 1929 door Embrik Strand.